# (532) Herculina
(532) Herculina es un asteroide perteneciente al cinturón de asteroides descubierto el 20 de abril de 1904 por Maximilian Franz Wolf desde el observatorio de Heidelberg-Königstuhl, Alemania.
Se desconoce la razón del nombre.